# 1987年広島市長公用車への暴力団車両衝突事件
1987年広島市長公用車への暴力団車両衝突事件（1987ねんひろしましちょうこうようしゃへのぼうりょくだんしゃりょうしょうとつじけん）とは、広島県広島市西区の正田守（元・正田病院長、元・広島県議会議員）が1987年2月に立候補した広島市長選で、対立候補（1987年当時現職の荒木武元・広島市長）に危害を加えようとした事件。正田は、選挙運動員に現金を渡して票の取りまとめを依頼したりして公職選挙法違反で実刑判決を受けた。

## 事件後の動向
犯罪や不正行為をした医師らの行政処分を決める厚生省の医道審議会（井形昭弘会長）は、32人の医師・歯科医師に対する免許取り消しや業務停止処分を決め、津島雄二厚相に答申した。
この際に、正田は医師に対する免許取り消し処分になった4人の1人となった。